# Spigelia carnosa
Spigelia carnosa là một loài thực vật có hoa trong họ Mã tiền. Loài này được Standl. & Steyerm. miêu tả khoa học đầu tiên năm 1944.